# Eurotica alticola
Eurotica alticola är en insektsart som beskrevs av Loginova 1962. Eurotica alticola ingår i släktet Eurotica och familjen rundbladloppor. Inga underarter finns listade i Catalogue of Life.